# Šćucica
Šćucica (šćučica, metla, metlica, žukvica, lat. Osyris), biljni rod od nekoliko vrsta vazdazelenih grmova i poluparazita iz južne Europe, Afrike i Indije i susjednih država. Naziv metla ili metlica dobiloa je po tome što su se iz nje proizvodile metle
U Hrvatskoj, i susjednoj BiH, i Crnoj Gori raste bijela metla, nazivana i medna šćucica (O. alba), poluparazitski grm koji voli topla i sunčana staništa, i najčešća je uz Jadransku obalu. 
Kako je poluparazit, vodu i hranjive sastojke dobiva preko korijenja maslina, loze i drugih stabala i grmova.

## Vrste
1. Osyris alba
2. Osyris compressa
3. Osyris daruma
4. Osyris quadripartita
5. Osyris speciosa
6. Osyris wightiana